# Герой Чехословацкой Социалистической Республики
Геро́й Чехослова́цкой Социалисти́ческой Респу́блики (чеш. Hrdina Československé socialistické republiky) — высшая государственная награда и почётное звание в Чехословацкой Социалистической Республике. Награда создана по образцу советского звания Герой Советского Союза, присваивалась за выдающиеся заслуги перед республикой, связанные с совершением личного подвига. Награждённому вручалась Золотая звезда Героя и орден Клемента Готвальда. Звание упразднено после падения социалистического режима.
В отличие от СССР, звание Героя Чехословацкой Социалистической Республики было достаточно редкой наградой: всего совершено 31 награждение. При этом троим лицам оно было присвоено трижды — Людвику Свободе, Густаву Гусаку, Л. И. Брежневу. Таким образом, всего это звание присвоено 25 лицам — 13 гражданам Чехословакии (из них 8 — посмертно) и 12 гражданам СССР.

## Описание знака
Знак представляет собой золотую пятиконечную звезду, центр которой покрыт красной эмалью.
Реверс знака — такой же, как и аверс. В центре эмалевой звезды — круглый золотой медальон с изображением герба ЧССР.
Звезда при помощи кольца соединяется с фигурным золотым звеном в виде двух лавровых ветвей, поверх которых лежит булава. Знак с фигурным звеном прикреплён к муаровой ленте красного цвета, которая в свою очередь прикреплена к золотой пластине с изображением лавровых ветвей. С обратной стороны пластины — заколка для крепления к одежде.
Знак ордена и фигурное звено изготавливается из золота 900-й пробы.

## Список Героев Чехословацкой Социалистической Республики
Согласно реестру, хранящемуся в архивах Канцелярии Президента Республики, звание Героя Чехословацкой Социалистической Республики было присвоено:
- 24.11.1965, 30.04.1970, 30.05.1975 — Людвик Свобода (1895—1979), генерал армии ЧССР и Президент ЧССР
- 20.01.1967 — Карол Шмидке (1897—1952, посмертно), участник Словацкого восстания и государственный деятель ЧССР, репрессирован
- 29.04.1968 — Владимир Клементис (1902—1952, посмертно), государственный деятель ЧССР, репрессирован
- 29.04.1968 — Йозеф Франк (1909—1952, посмертно), государственный деятель ЧССР, репрессирован
- 24.05.1968 — Карел Клапалек (1893—1984), генерал армии ЧССР, командир бригады в Чехословацком армейском корпусе, подвергался репрессиям после войны
- 23.08.1969, 01.09.1973, 07.01.1983 — Густав Гусак (1913—1991), Первый (затем Генеральный) секретарь Коммунистической партии Чехословакии, подвергался репрессиям после войны
- 23.08.1969 — Ладислав Новомеский (1904—1976), государственный деятель ЧССР, подвергался репрессиям после войны
- 23.08.1969 — Ян Шверма (1901—1944, посмертно), один из руководителей Словацкого восстания, погиб при переходе партизанской Чехословацкой армии в горах
- 05.10.1969 — Гречко, Андрей Антонович (1903—1976), Маршал Советского Союза
- 05.10.1969 — Москаленко, Кирилл Семёнович (1902—1985), Маршал Советского Союза
- 06.10.1969 — Рудольф Ясиок (1919—1944, посмертно), подпоручик, командир танкового взвода в Чехословацком армейском корпусе, погиб при штурме Дуклинского перевала
- 06.10.1969 — Йозеф Коль (1914—1944, посмертно), подполковник, командир пехотной бригады в Чехословацком армейском корпусе, погиб при штурме Дуклинского перевала, посмертно произведён в генерал-майоры Чехословацкой Народной армии
- 06.10.1969 — Франтишек Врана (1914—1944, посмертно), капитан, командир танковой роты в Чехословацком армейском корпусе, погиб при штурме Дуклинского перевала
- 06.10.1969 — Венделин Опатрны (1908—1944, посмертно), капитан, офицер в Чехословацком армейском корпусе, погиб на фронте
- 28.04.1970 — Ерёменко, Андрей Иванович (1892—1970), Маршал Советского Союза
- 28.04.1970 — Конев, Иван Степанович (1897—1973), Маршал Советского Союза
- 28.04.1970 — Захаров, Матвей Васильевич (1898—1972), Маршал Советского Союза
- 28.04.1970 — Лелюшенко, Дмитрий Данилович (1901—1987), генерал армии СССР
- 28.04.1970 — Якубовский, Иван Игнатьевич (1912—1976), Маршал Советского Союза
- 05.05.1970, 29.10.1976, 16.12.1981 — Брежнев, Леонид Ильич (1906—1982), Маршал Советского Союза, Генеральный секретарь ЦК КПСС
- 27.04.1978 — Владимир Ремек (р.1948), лётчик-космонавт ЧССР
- 27.04.1978 — Романенко, Юрий Викторович (р.1944), лётчик-космонавт СССР
- 27.04.1978 — Гречко, Георгий Михайлович (1931—2017), лётчик-космонавт СССР
- 24.04.1978 — Губарев, Алексей Александрович (1931—2015), лётчик-космонавт СССР
- 06.10.1982 — Устинов, Дмитрий Фёдорович (1908—1984), Маршал Советского Союза